# Айяла, Жозеп
Жозеп Мануэль Айяла Диаз (кат. Josep Manuel Ayala Diaz; 8 апреля 1980, Сан-Жулиа-де-Лория, Андорра) — андоррский футболист, полузащитник.

## Карьера
Ранее на профессиональном уровне играл за команды «Андорра», «Люзнак» и «Бинефар».
Выступал за юношескую сборную Андорры до 19 лет, в составе которой провёл 2 матча. В составе сборной Андорры провёл 82 игры и забил 1 гол.
Вне футбола параллельно является менеджером в строительной фирме.

## Достижения
- Чемпион Андорры (3): 2002/03, 2007/08, 2009/10
- Бронзовый призёр чемпионата Андорры (1): 2014/15
- Обладатель Кубка Андорры (3): 2003, 2005, 2007
- Обладатель Суперкубка Андорры (3): 2003, 2007, 2008